# Hem Bunting
Hem Bunting (* 12. Dezember 1985 in der Provinz Stung Treng) ist ein kambodschanischer Mittel- und Langstreckenläufer.
Als Teilnehmer den Halbmarathon-Weltmeisterschaften 2004 kam er als 79. von 84 Läufern ins Ziel und stellte mit 1:19:40 h einen nationalen Rekord auf. Bei den Asienmeisterschaften 2005 belegte er im 1500-Meter-Lauf den 20. Platz in 4:03,87 min.
2006 verbesserte er seinen Halbmarathon-Rekord auf 1:14:06 h. Bei den Südostasienspielen 2007 in Nakhon Ratchasima gewann er Bronze im 5000-Meter-Lauf und Silber im Marathon, jeweils mit Landesrekord (14:24,71 min bzw. 2:26:28 h).
Bei den Olympischen Spielen 2008 war Hem einer von drei kambodschanischen Teilnehmern. Er startete im Marathon und erreichte in 2:33:32 h als 73. von 76 Athleten das Ziel.
Bunting Hem ist eins von neun Kindern einer Bauernfamilie. Nachdem sein sportliches Talent entdeckt wurde, wurde er von Funktionären in die Hauptstadt Phnom Penh geholt, wo er mit den anderen Elite-Athleten des Landes in einem Schlafsaal des baufälligen Stadions lebt. Seine monatlichen Einkünfte betragen umgerechnet 50 Dollar, die Hälfte dessen, was ein Paar Laufschuhe kostet.